# 인도네시아의 재외공관 목록

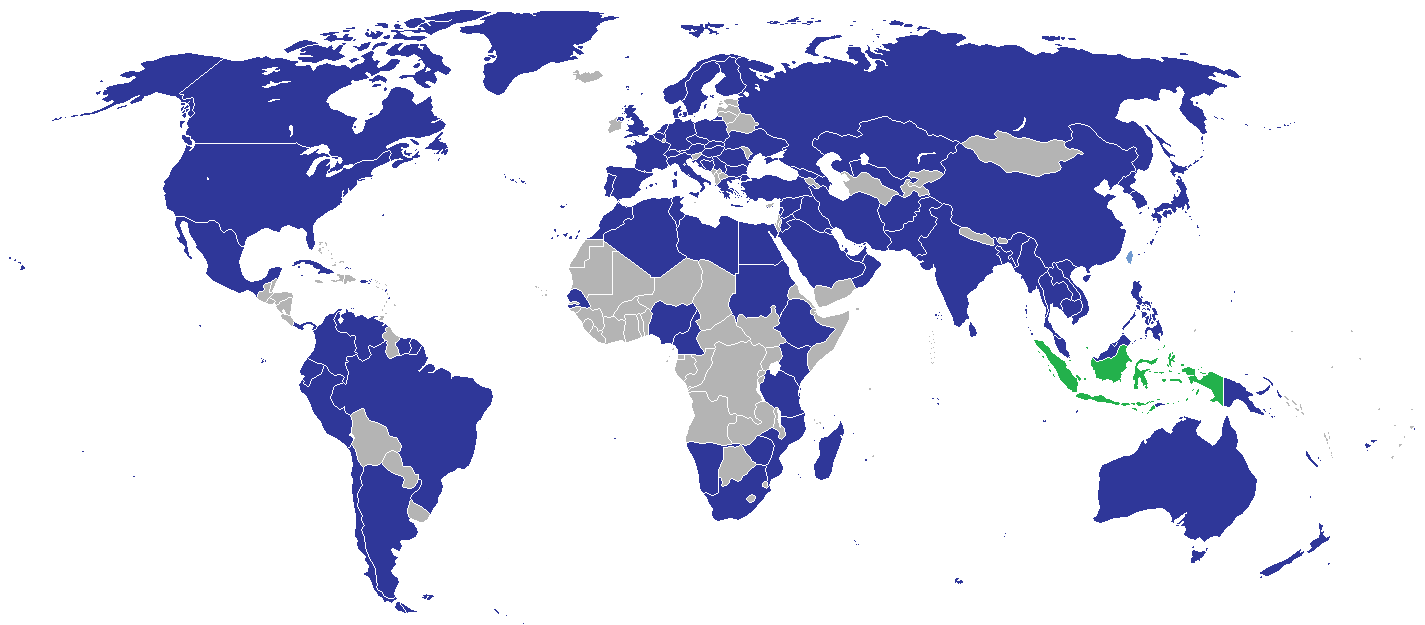
인도네시아의 재외공관

인도네시아의 재외공관 목록은 인도네시아 대사관을 각국에 상주시켜 놓는 것을 의미하며 인도네시아의 재외공관을 나열한 목록이다.

## 아프리카
- 알제리 : 알제 (대사관)

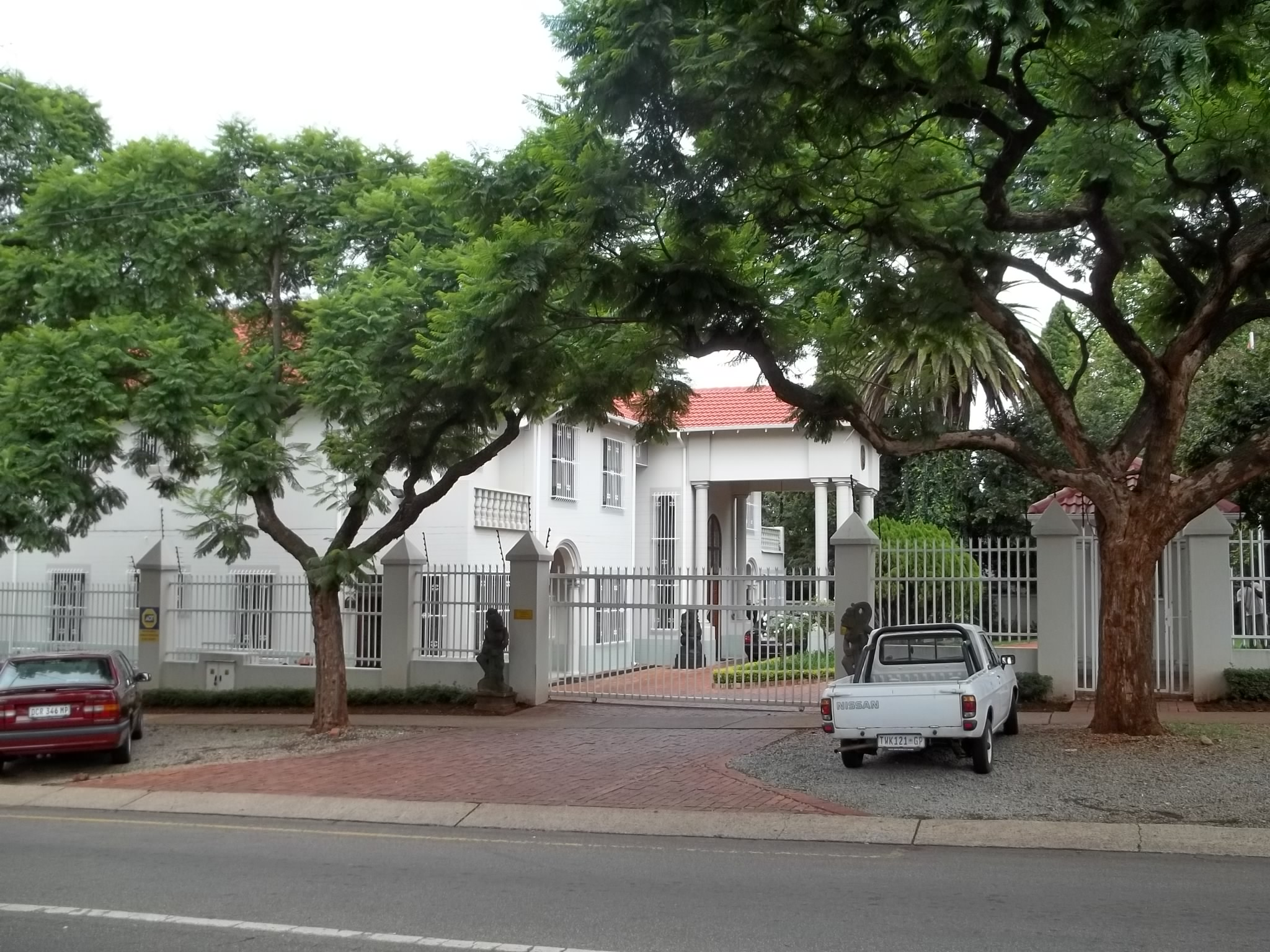
주 남아프리카 인도네시아 대사관

- 이집트 : 카이로 (대사관)
- 에티오피아 : 아디스아바바 (대사관)
- 케냐 : 나이로비 (대사관)
- 리비아 : 트리폴리 (대사관)
- 마다가스카르 : 안타나나리보 (대사관)
- 모로코 : 라바트 (대사관)
- 모잠비크 : 마푸투 (대사관)
- 나미비아 : 빈트후크 (대사관)
- 나이지리아 : 아부자 (대사관)
- 세네갈 : 다카르 (대사관)
- 남아프리카 공화국 : 프리토리아 (대사관), 케이프타운 (총영사관)
- 수단 : 하르툼 (대사관)
- 탄자니아 : 다르에스살람 (대사관)
- 튀니지 : 튀니스 (대사관)
- 짐바브웨 : 하라레 (대사관)

## 아메리카

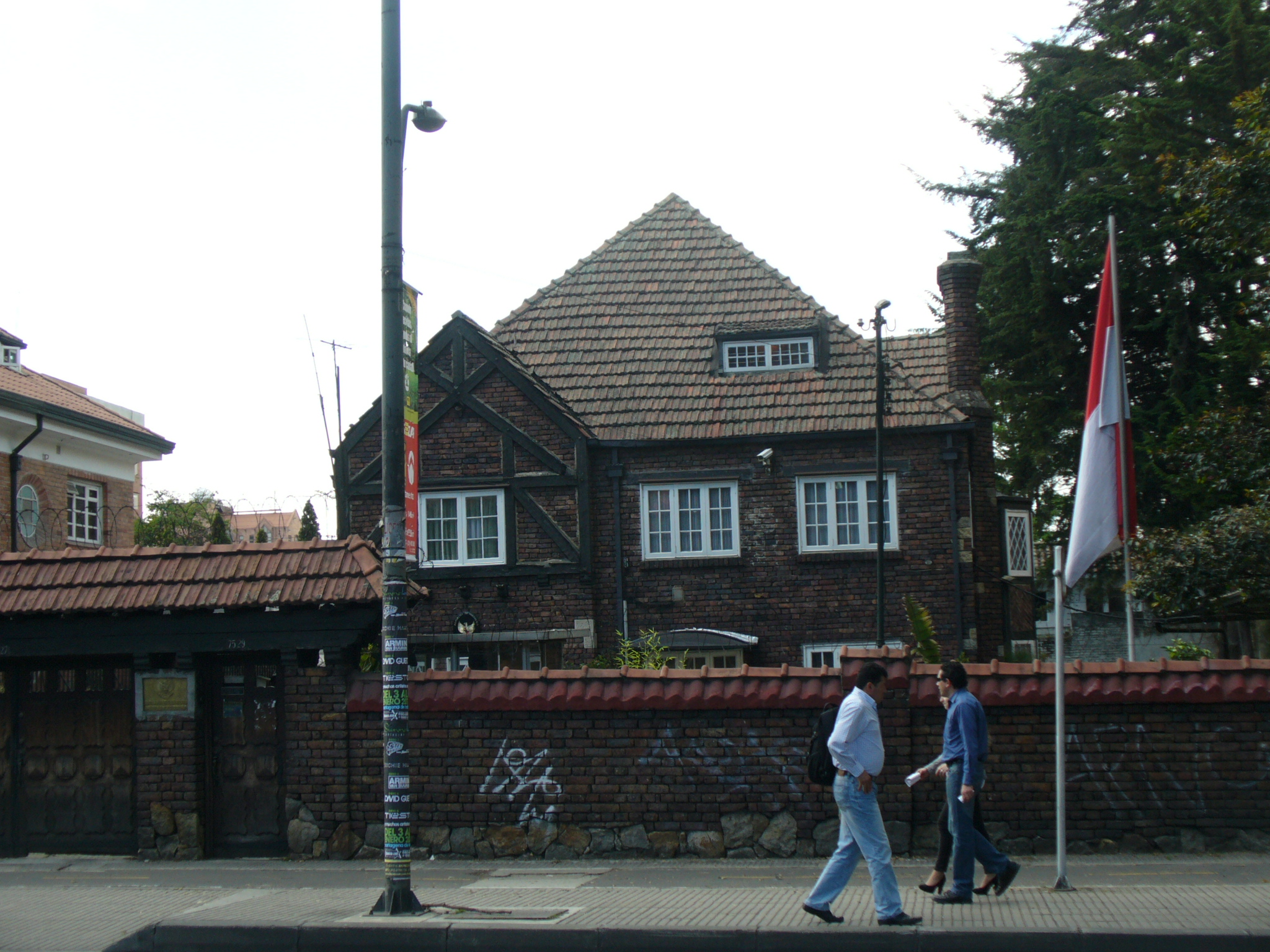
주 콜롬비아 인도네시아 대사관

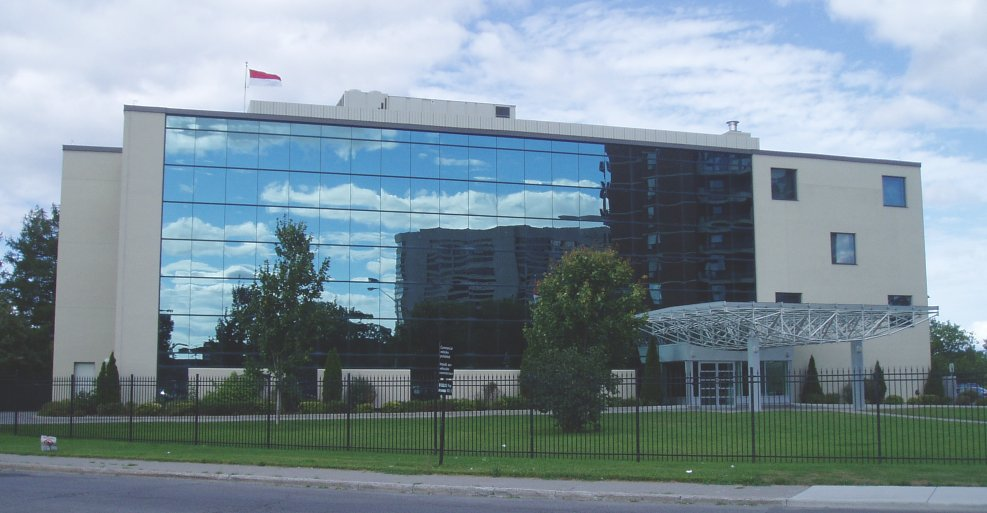
주 캐나다 인도네시아 대사관

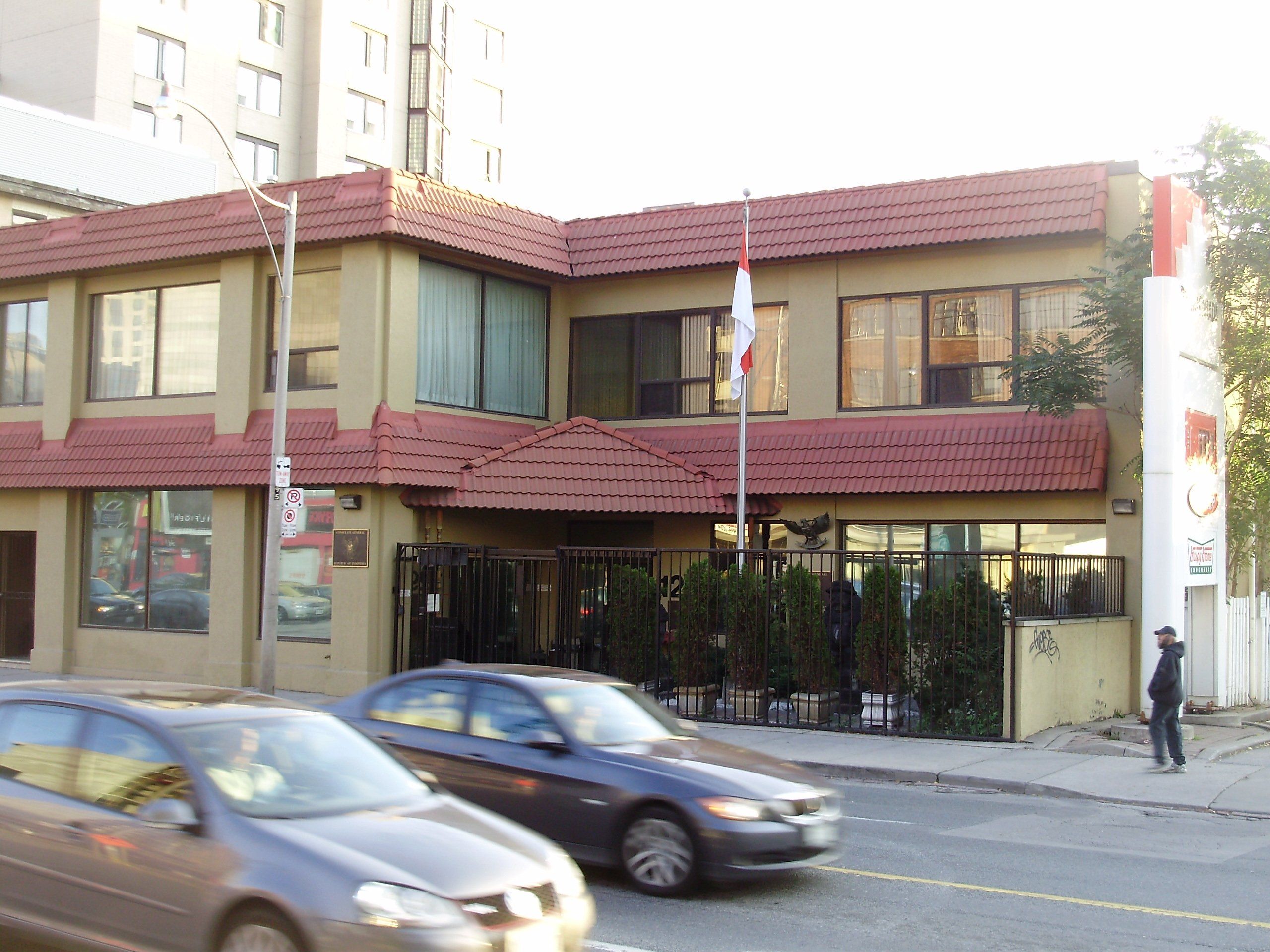
주 토론토 인도네시아 총영사관

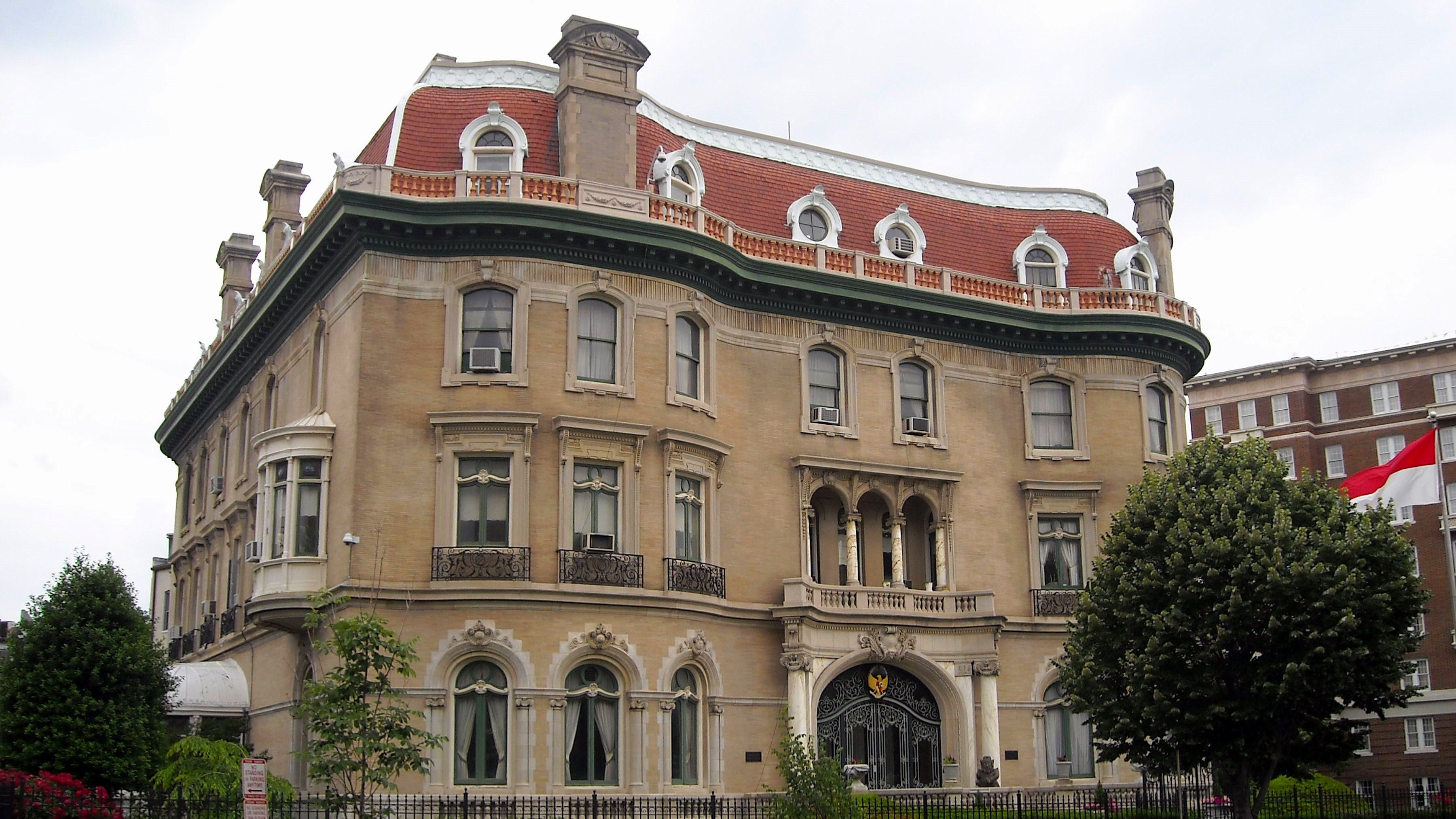
주 미국 인도네시아 대사관

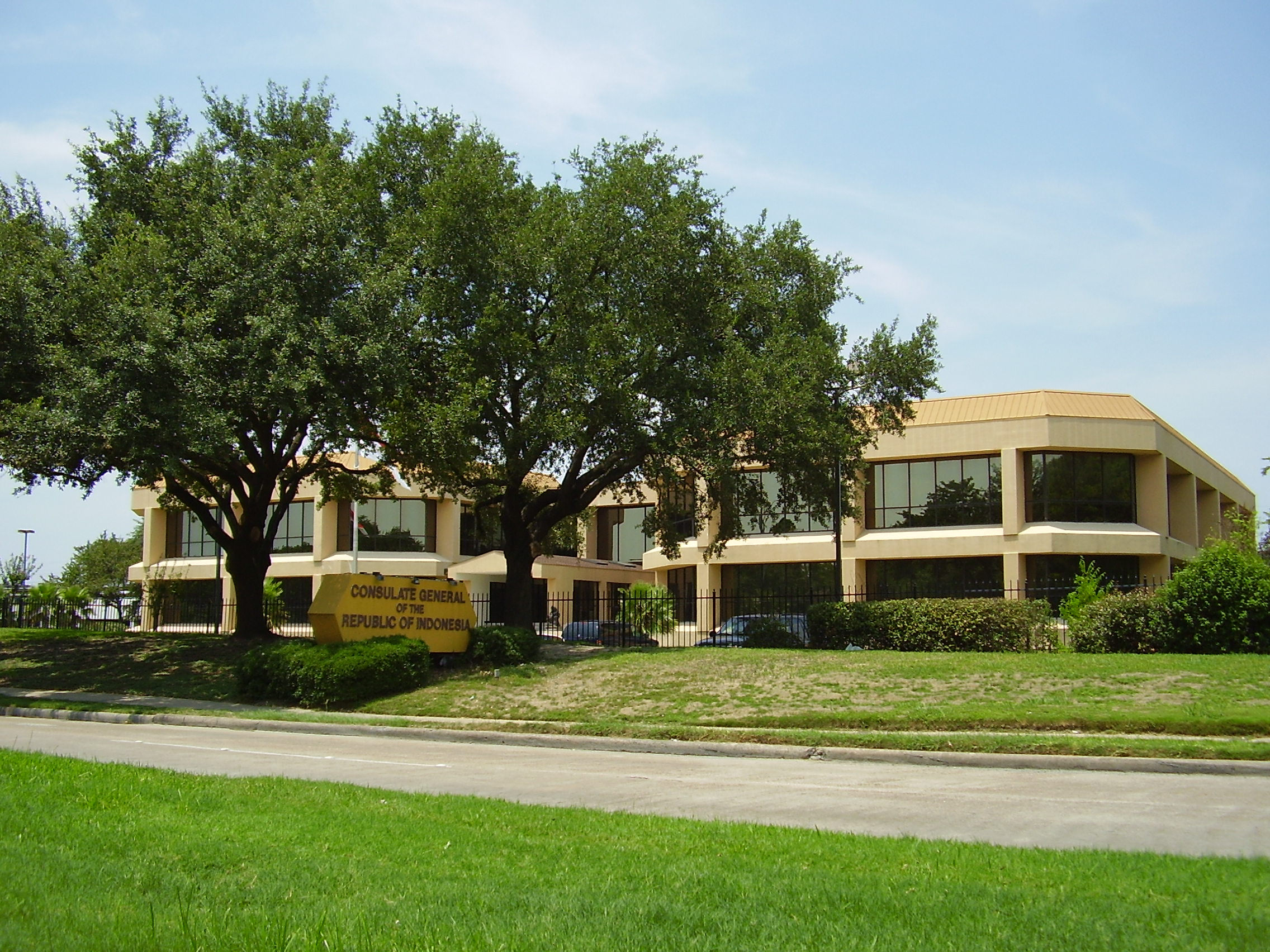
주 휴스턴 인도네시아 총영사관

- 아르헨티나 : 부에노스아이레스 (대사관)
- 브라질 : 브라질리아 (대사관)
- 캐나다 : 오타와 (대사관), 밴쿠버 (총영사관), 토론토 (총영사관)
- 칠레 : 산티아고 (대사관)
- 콜롬비아 : 보고타 (대사관)
- 쿠바 : 아바나 (대사관)
- 에콰도르 : 키토 (대사관)
- 멕시코 : 멕시코시티 (대사관)
- 파나마 : 파나마시티 (대사관)
- 페루 : 리마 (대사관)
- 수리남 : 파라마리보 (대사관)
- 미국 : 워싱턴 D.C. (대사관), 시카고 (총영사관), 휴스턴 (총영사관), 로스앤젤레스 (총영사관), 뉴욕 (총영사관), 샌프란시스코 (총영사관)
- 베네수엘라 : 카라카스 (대사관)

## 아시아
- 아프가니스탄 : 카불 (대사관)
- 아제르바이잔 : 바쿠 (대사관)

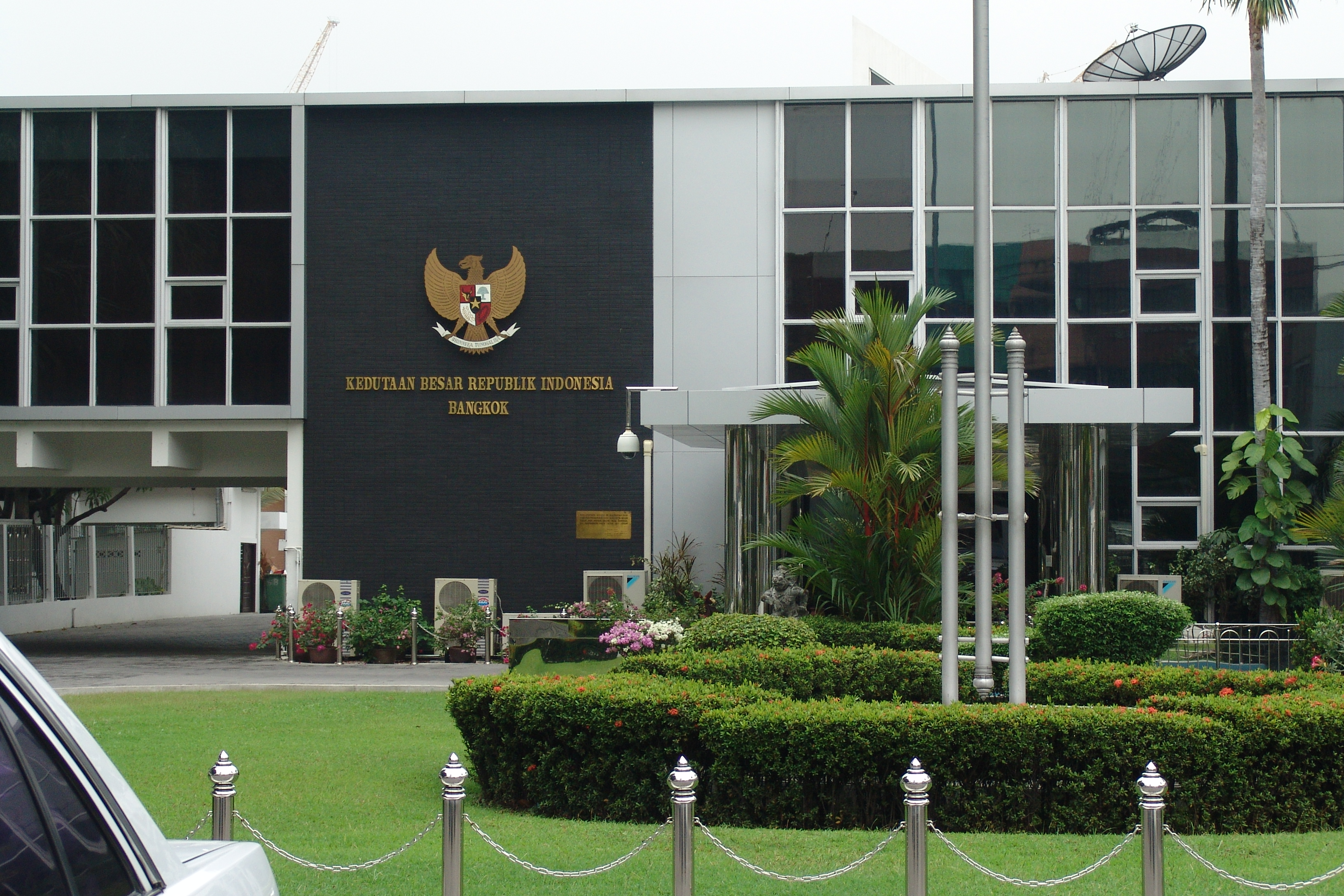
주 태국 인도네시아 대사관

- 바레인 : 마나마 (대사관)
- 방글라데시 : 다카 (대사관)
- 브루나이 : 반다르스리브가완 (대사관)
- 캄보디아 : 프놈펜 (대사관)
- 중화인민공화국 : 베이징시 (대사관), 광저우시 (총영사관), 홍콩 (총영사관), 상하이시 (총영사관)
- 인도 : 뉴델리 (대사관), 뭄바이 (총영사관)
- 이란 : 테헤란 (대사관)
- 이라크 : 바그다드 (대사관)
- 일본 : 도쿄도 (대사관), 오사카시 (총영사관)
- 요르단 : 암만 (대사관)
- 카자흐스탄 : 아스타나 (대사관)
- 조선민주주의인민공화국 : 평양직할시 (대사관)
- 대한민국 : 서울특별시 (대사관)
- 쿠웨이트 : 쿠웨이트시티 (대사관)
- 라오스 : 비엔티안 (대사관)
- 레바논 : 베이루트 (대사관)
- 말레이시아 : 쿠알라룸푸르 (대사관), 조호르바루 (총영사관), 코타키나발루 (총영사관), 쿠칭 (총영사관), 피낭주 (총영사관), 믈라카주 (영사관), 프탈링자야 (영사관), 타와우 (영사관)
- 미얀마 : 양곤 (대사관)
- 오만 : 무스카트 (대사관)
- 파키스탄 : 이슬라마바드 (대사관), 카라치 (총영사관)
- 필리핀 : 마닐라 (대사관), 다바오 (총영사관)
- 카타르 : 도하 (대사관)
- 사우디아라비아 : 리야드 (대사관), 지다 (총영사관)
- 싱가포르 : 싱가포르 (대사관)
- 스리랑카 : 콜롬보 (대사관)
- 시리아 : 다마스쿠스 (대사관)
- 대만 : 타이베이시 (인도네시아 경제·통상 대표부)
- 태국 : 방콕 (대사관), 송클라 (총영사관)
- 동티모르 : 딜리 (대사관)
- 튀르키예 : 앙카라 (대사관), 이스탄불 (총영사관)
- 아랍에미리트 : 아부다비 (대사관), 두바이 (총영사관)
- 우즈베키스탄 : 타슈켄트 (대사관)
- 베트남 : 하노이 (대사관), 호찌민시 (총영사관)
- 예멘 : 사나 (대사관)

## 유럽
- 오스트리아 : 빈 (대사관)

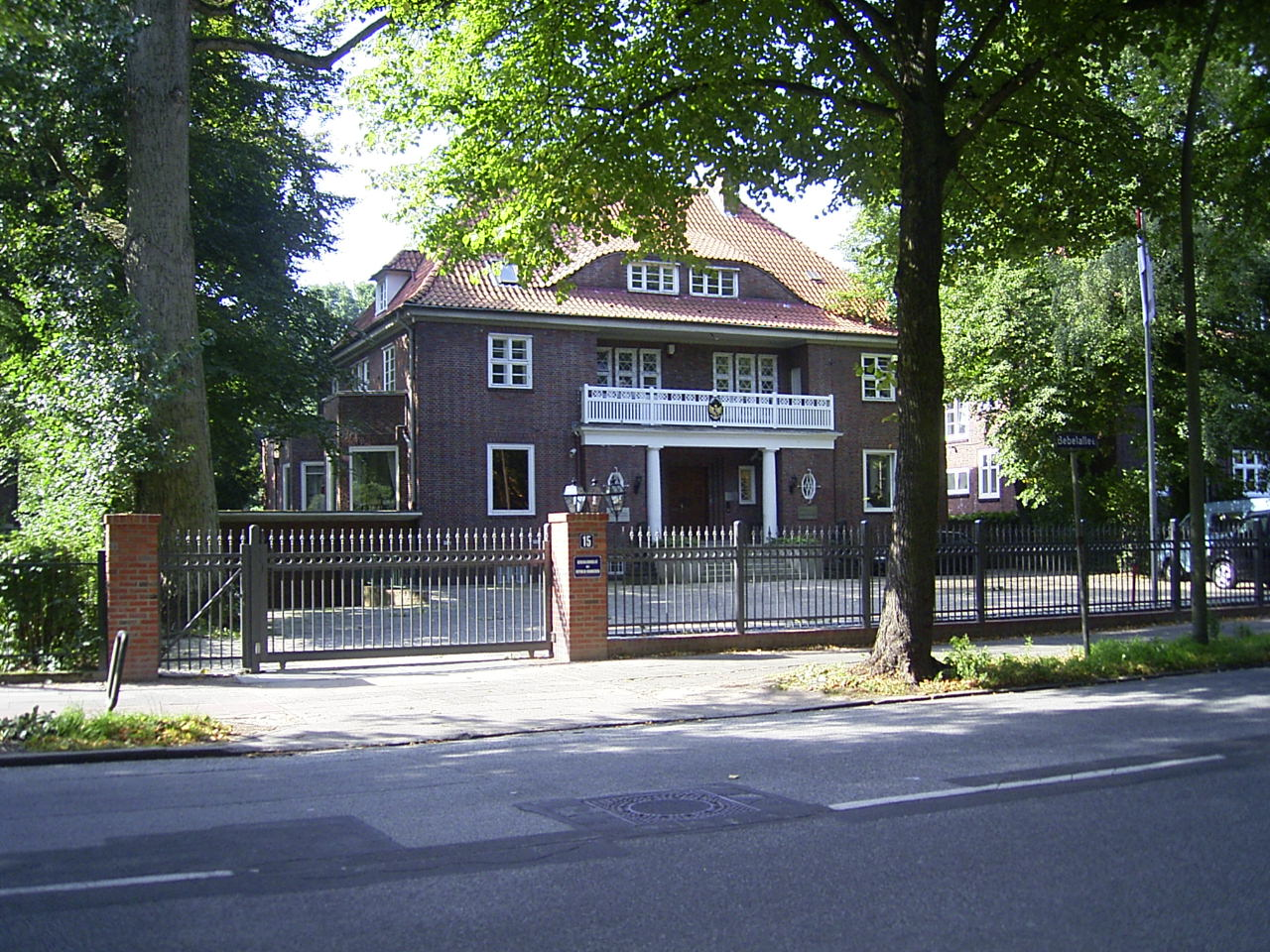
주 함부르크 인도네시아 총영사관

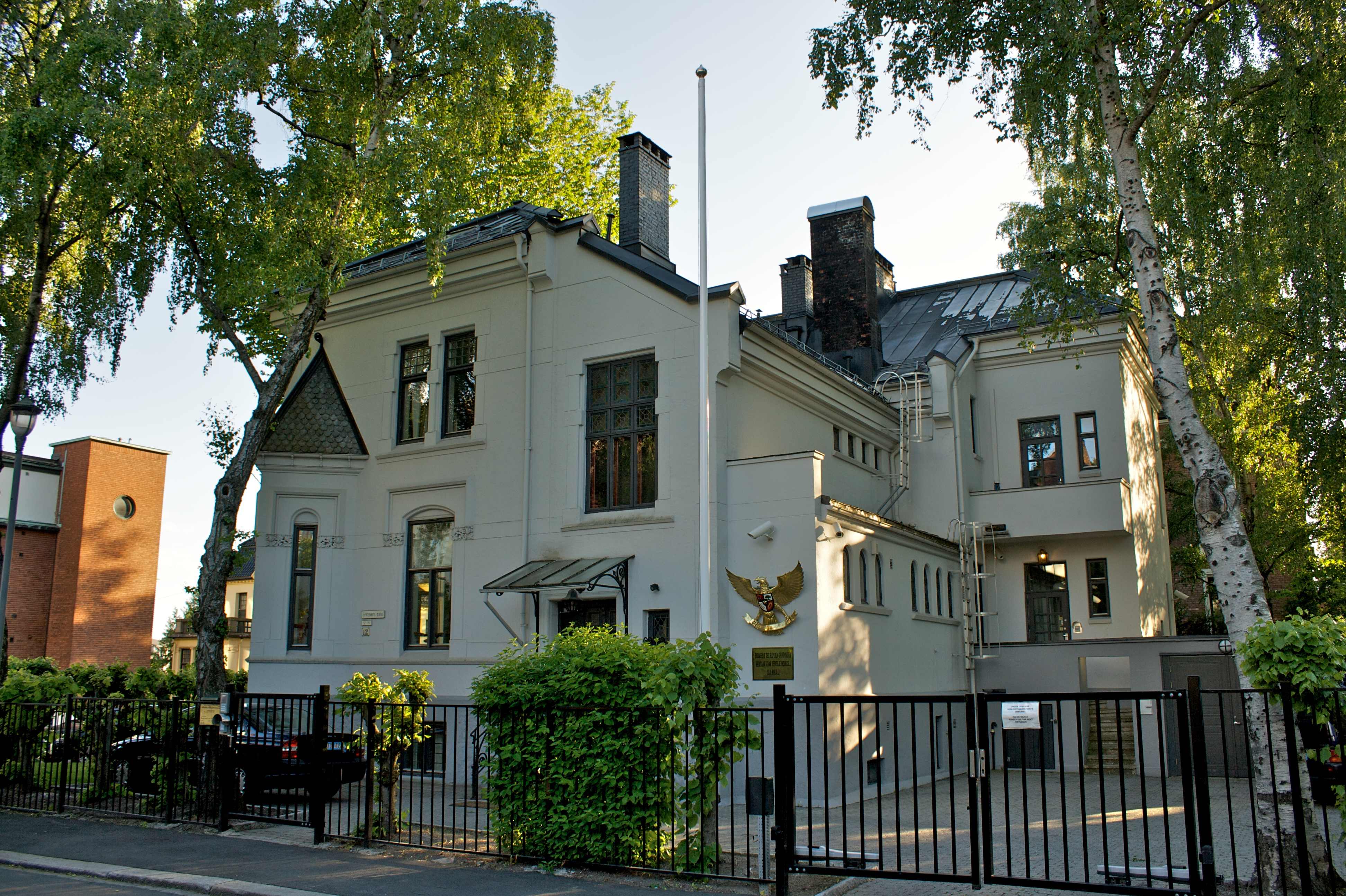
주 노르웨이 인도네시아 대사관

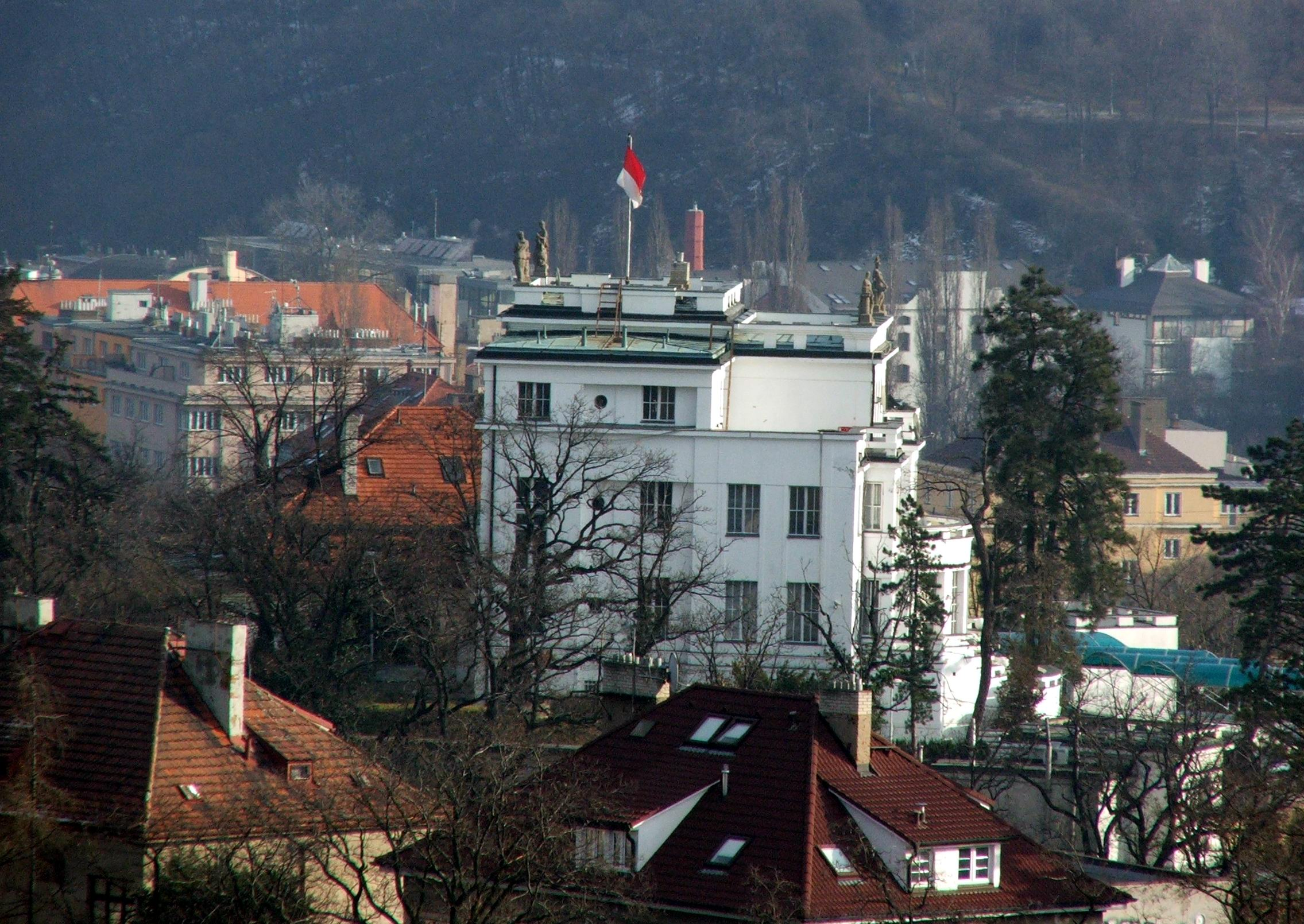
주체코 인도네시아 대사관

- 벨기에 : 브뤼셀 (대사관)
- 보스니아 헤르체고비나 : 사라예보 (대사관)
- 불가리아 : 소피아 (대사관)
- 크로아티아 : 자그레브 (대사관)
- 체코 : 프라하 (대사관)
- 덴마크 : 코펜하겐 (대사관)
- 핀란드 : 헬싱키 (대사관)
- 프랑스 : 파리 (대사관), 마르세유 (총영사관), 누메아 (영사관)
- 독일 : 베를린 (대사관), 프랑크푸르트암마인 (총영사관), 함부르크 (총영사관)
- 그리스 : 아테네 (대사관)
- 바티칸 시국 : 바티칸시티 (대사관)
- 헝가리 : 부다페스트 (대사관)
- 이탈리아 : 로마 (대사관)
- 네덜란드 : 헤이그 (대사관)
- 노르웨이 : 오슬로 (대사관)
- 폴란드 : 바르샤바 (대사관)
- 포르투갈 : 리스본 (대사관)
- 루마니아 : 부쿠레슈티 (대사관)
- 러시아 : 모스크바 (대사관)
- 세르비아 : 베오그라드 (대사관)
- 슬로바키아 : 브라티슬라바 (대사관)
- 스페인 : 마드리드 (대사관)
- 스웨덴 : 스톡홀름 (대사관)
- 스위스 : 베른 (대사관)
- 우크라이나 : 키예프 (대사관)
- 영국 : 런던 (대사관)

## 오세아니아

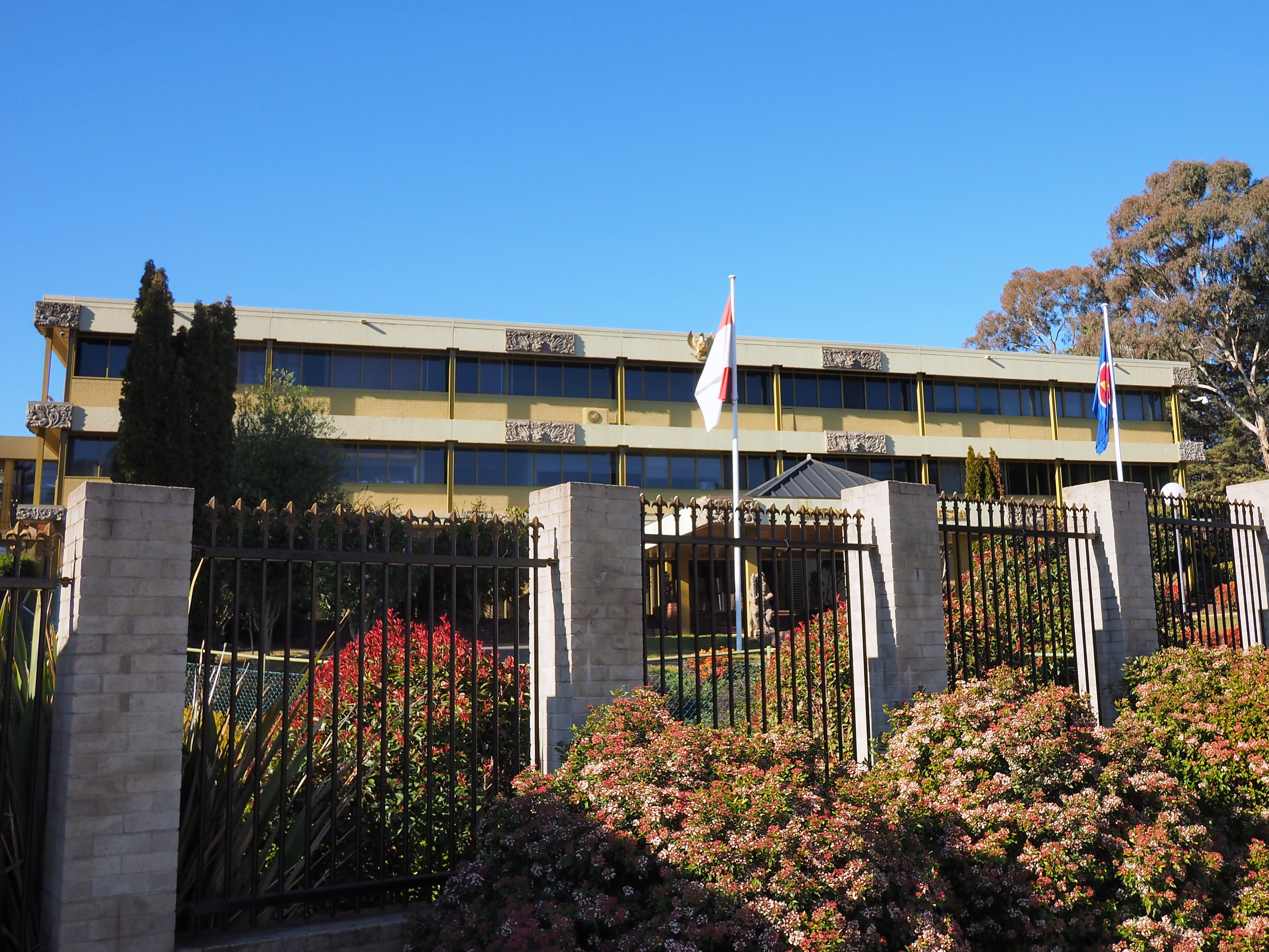
주 오스트레일리아 인도네시아 대사관

- 오스트레일리아 : 캔버라 (대사관), 멜버른 (총영사관), 퍼스 (총영사관), 시드니 (총영사관), 다윈 (영사관)
- 피지 : 수바 (대사관)
- 뉴질랜드 : 웰링턴 (대사관)
- 파푸아뉴기니: 포트모르즈비 (대사관), 바니모 (영사관)

## 대표부
- EU 인도네시아 정부 대표부 : 브뤼셀
- ASEAN 인도네시아 정부 대표부 : 자카르타
- UN 인도네시아 정부 대표부 : 제네바, 뉴욕

## 같이 보기
- 인도네시아 주재 외국공관 목록